# 山白树
山白树（Sinowilsonia henryi）是中国特有的金縷梅科植物，产于中国湖北西部、四川东北部和河南伏牛山、陕西秦岭及山西中条山，生于海拔1300—1600米的山坡灌丛或杂木林中。该植物独属单种，在植物分类上有重要价值。其数量极少，为国家二级保护植物。其历史十分古老，可追溯至第三纪。
该植物为落叶乔木，高达10m。小枝具星状短柔毛。叶广卵形或椭圆形，长10—18cm，宽5—11cm。先端急尖或短渐尖；基部近心形或截形；叶缘有细锯齿；幼时两面均生簇毛，后变光滑或仅在上面无毛；下面具短柔毛，叶脉更多；叶柄长约1cm，密被短柔毛。雄花序葇荑状，长4—6cm；雌花序总状，长1.5—3cm，果期伸长达15cm；萼管被浅黄色绒毛，长1.5cm。较子房稍长，后极伸长，萼片长约2mm。有5枚退化雄蕊。蒴果长约1cm有短喙。花期5月，果熟期9—10月。